# Gesualdo (gemeente)
Dit artikel gaat over de Italiaanse gemeente; zie voor de componist Carlo Gesualdo.

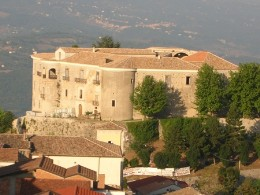
Kasteel

Gesualdo is een gemeente in de Italiaanse provincie Avellino (regio Campanië) en telt 3811 inwoners (31-12-2004). De oppervlakte bedraagt 27,1 km², de bevolkingsdichtheid is 142 inwoners per km².
De volgende frazioni maken deel uit van de gemeente: Torre dei Monaci en Piano della Croce.

## Demografie
Gesualdo telt ongeveer 1472 huishoudens. Het aantal inwoners daalde in de periode 1991-2001 met 5,7% volgens cijfers uit de tienjaarlijkse volkstellingen van ISTAT.
| Jaar | Inwoneraantal |
| ---- | ------------- |
| 1991 | 4061          |
| 2001 | 3829          |

## Geografie
De gemeente ligt op ongeveer 640 meter boven zeeniveau.
Gesualdo grenst aan de volgende gemeenten: Sturno, Villamaina, Frigento, Fontanarosa en Grottaminarda.